# Горное Шёлтозеро
Го́рное Шёлтозеро (вепс. Mägikülä, карел. Mägikylä) — деревня в Прионежском районе Республики Карелия, административно входит в состав Шелтозерского вепсского сельского поселения.

## Общие сведения
На въезде находится поворот в деревню Залесье 
Располагается на западном берегу Онежского озера.

## История
По сведениям на 1911 год в деревне действовало земское училище.
До революции 1917 года имелось два храма — во имя пророка Илии (1682 г.) и Сретенский (1895 г.), последний частично сохранился

## Население
| 2002 | 2009 | 2010 | 2013 |
| ---- | ---- | ---- | ---- |
| 8    | ↘5   | ↘4   | →4   |